# سامانثا فوكس
سامانثا فوكس (بالإنجليزية: Samantha Fox)‏ (و. 1966 – م) هي مغنية، وممثلة، وعارضة، من المملكة المتحدة، ولدت في لندن.

## وصلات خارجية
- سامانثا فوكس على موقع IMDb (الإنجليزية)
- سامانثا فوكس على موقع ألو سيني (الفرنسية)
- سامانثا فوكس على موقع ميوزك برينز (الإنجليزية)
- سامانثا فوكس على موقع أول موفي (الإنجليزية)
- سامانثا فوكس على موقع قاعدة بيانات الأفلام السويدية (السويدية)
- سامانثا فوكس على موقع أول ميوزيك (الإنجليزية)
- سامانثا فوكس على موقع ديسكوغز (الإنجليزية)
- سامانثا فوكس على موقع قاعدة بيانات الفيلم (الإنجليزية)
- سامانثا فوكس على موقع كينوبويسك (الروسية)